# زوشو هیروساتو
زوشو هیروساتو (به ژاپنی: 調所広郷 Zusho Hirosato); ۲۴ مارس ۱۷۷۶ – ۱۳ ژانویهٔ ۱۸۴۹)، شوزائمون (به ژاپنی: 笑左衛門 Shōzaemon) سامورایی رده بالا در اواخر دوره ادو اهل قلمروی ساتسوما در ژاپن بود. وی پیشکار شیمازو ناری‌اوکی بیست و هفتمین رهبر خاندان شیمازو بود.
زوشو در سال ۱۷۷۶، در یک خانواده سامورایی در شهر قلعه کاگوشیما متولد شد. نام پدر وی کاواساکی موتوآکی بود. در ۱۲ سالگی او توسط زوشو کیونوبو به فرزندخواندگی پذیرفته شد؛ در ۲۲ سالگی به ادو به عنوان یک دستیار چای جهت خدمت به ارباب بازنشسته ساتسوما، شیمازو شیگه‌هیده فرستاده شد. شیگه‌هیده به استعدادهای زوشو پی برد و به او مسئولیت‌های بیشتری داد. او بعداً به خدمت ارباب جدید ساتسوما، شیمازو ناری‌اوکی درآمد و به عنوان پیغام رسان و اداره کننده امور شهر کار می‌کرد؛ او همچنین از طریق جزایر ریوکیو در تجارت غیرقانونی ساتسوما با چین و غرب مشارکت داشت. در سال ۱۸۳۲ در عمل در موقعیت یک کارو (سامورایی) قرار گرفت و وظایفش افزایش یافت؛ شش سال بعد به‌طور رسمی رتبه کارو (سامورایی) را دریافت کرد. به عنوان کارو، وی درگیر امور مالی، کشاورزی و اصلاحات نظامی در قلمروی ساتسوما بود.
در آن زمان، بدهی قلمروی ساتسوما بالغ بر ۵ میلیون ریو بود. به منظور رسیدگی به این مشکل، او برنامه ای از اصلاحات اداری و کشاورزی را آغاز کرد و وام‌های بدون بهره را به بازرگانان ساتسوما تحمیل کرد که طی مهلت ۲۵۰ ساله از طرف قلمرو پس داده شود. این بدان معنی است که قلمرو وعده داده بود تا وام‌های گرفته شده از بازرگانان را تا سال ۲۰۸۵ بازپرداخت کند؛ با این حال، با فروپاشی حوزه‌ها در سال ۱۸۷۲، دولت میجی اعلام کرد که این بدهی باطل و بی‌اعتبار است. زوشو همچنین سطح تجارت غیرقانونی را از طریق جزایر ریوکیو با دودمان چینگ چین، افزایش داد. زوشو همچنین یک سیستم انحصاری را در تجارت قند محلی و افزایش سطح تجارت و تولید اعمال کرد. بدین ترتیب تا سال ۱۸۴۰، مبلغ ۲۵۰۰۰۰۰ ریو مازاد درآمد برای حوزه ساتسوما تولید کرد.
با این حال، زوشو به زودی در درگیری خانوادگی خاندان شیمازو یا  نزاع خانوادگی بر سر جانشینی پدر مواجه شد. این درگیری در مورد مسئله جانشینی شیمازو ناری‌اوکی (رهبر خاندان شیمازو) بود. گروهی از ملازمان ناری‌اوکی طرفدار پسر بزرگش شیمازو ناری‌آکیرا و گروهی دیگر طرفدار نابرادری وی شیمازو هیسامیتسو بودند. ترجیح ناری‌اوکی و زوشو بود برادر کوچکتر هیسامیتسو بود؛ زوشو نگران بود که ناری‌اوکی، مانند ارباب قبلی شیمازو شیگه‌هیده علاقه‌مند به سبک‌های غربی بود، باعث نابودی دارایی‌های ساتسوما و امور مالی شود در حالیکه وی برای بازسازی آن کوشش بسیاری کرده بود.
ناری‌آکیرا، با هدف از بین بردن دشمنان سیاسی خود و برکناری پدرش ناری‌اوکی و زوشو از قدرت، تجارت غیرقانونی و مخفیانه از طریق جزایر ریوکیو را به روجو، آبه ماساهیرو اطلاع داد. در سال ۱۸۴۸، در حالی که زوشو در ادو بود، توسط آبه ماساهیرو برای تحقیق در مورد تجارت مخفی احضار شد. به زودی پس از این افشای این تجارت پنهان، زوشو به‌طور ناگهانی در یکی از اقامتگاه‌های قلمروی ساتسوما در ادو مرد. تصور می‌رود که وی از طریق هاراکیری یا با سم به زندگی خود پایان داده‌است تا با گردن گرفتن جرم از اربابش ناری‌اوکی محافظت کند. وی در هنگام مرگ ۷۳ ساله بود. پس از مرگ زوشو، محل سکونت، درآمد و مقام خانواده‌اش توسط ناری‌آکیرا مصادره شد. قبر زوشو در معبد فوکوشوجی، در کاگوشیما واقع شده‌است.

## میراث
در دوره باکوماتسو، قلمروی ساتسوما بر خلاف بسیاری از قلمروهای دیگر در ژاپن، دارای تعداد زیادی کشتی بخاری جنگی و توپ بود. این تقریباً به یک معجزه شباهت داشت، با توجه به این که تنها یک نسل قبل، این قلمرو بیش از ۵ میلیون ریو بدهکاری داشت؛ در دوره باکوماتسو درآمد سالانه ساتسوما به بیش از ۱۲۰٬۰۰۰ تا ۱۴۰٬۰۰۰ ریو رسیده بود. این توان مالی به لطف تلاش‌های زوشو جهت تنظیم بودجه بود که این سطح از توان ارتشی را برای ساتسوما امکان‌پذیر ساخت.
مجسمه زوشو امروزه در پارک تنپوزان در کاگوشیما قرار دارد.